# St. Maria Heil der Kranken (Münster)

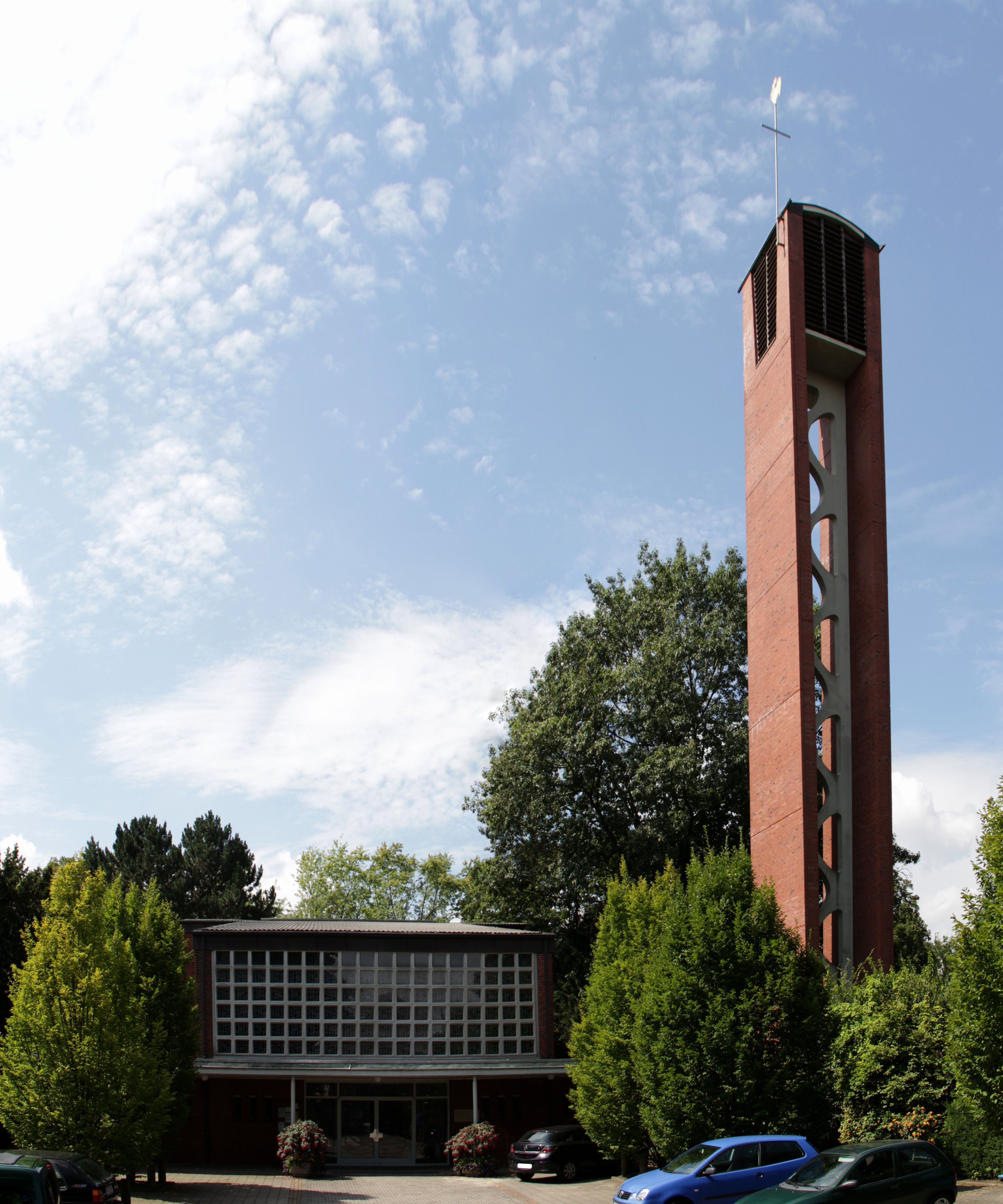
St. Maria Heil der Kranken (Münster)

St. Maria Heil der Kranken ist eine ehemalige katholische Kirche im westfälischen Münster. Sie war die Kirche der Universitätskliniken Münster und befindet sich auf deren Gelände, zwischen der Chirurgischen Klinik und der Zahnklinik. Am 8. Juni 2023 (Fronleichnam) wurde die Kirche profaniert.

## Bauwerk
Errichtet und geweiht wurde die Kirche im Jahr 1958. Das Gebäude hat 240 Sitzplätze. Vorgelagert befindet sich ein 28 m hoher Glockenturm.
Das Bauwerk soll nach Aussage der Pressestelle des Universitätsklinikum auch über die Profanierung hinaus erhalten bleiben und funktionell in den Campus des Universitätsklinikums eingebunden werden. Da sich das Bauwerk im Eigentum der Universität Münster, einer Einrichtung des Landes, befindet, ist die obere Denkmalbehörde der Bezirksregierung Münster, anstatt der städtischen, für eine etwaige Vergabe des Denkmalschutzes zuständig. Es wurde im Jahr 2024 von ihr als „möglich denkmalwert“ eingestuft.

## Ausstattung
Auf der geschlossenen Wand hinter dem Altar befindet sich ein großes Wandmosaik, das 1967 von der Künstlerin Sr. Erentrud Trost geschaffen wurde. Es zeigt die Aufnahme Mariens in den Himmel. 
Der Altar wurde von der Künstlerin Hilde Schürk-Frisch gestaltet. Tabernakel, Leuchter und das Altarkreuz wurden von dem Bildhauer Hein Wimmer (Köln) geschaffen. 

### Orgel

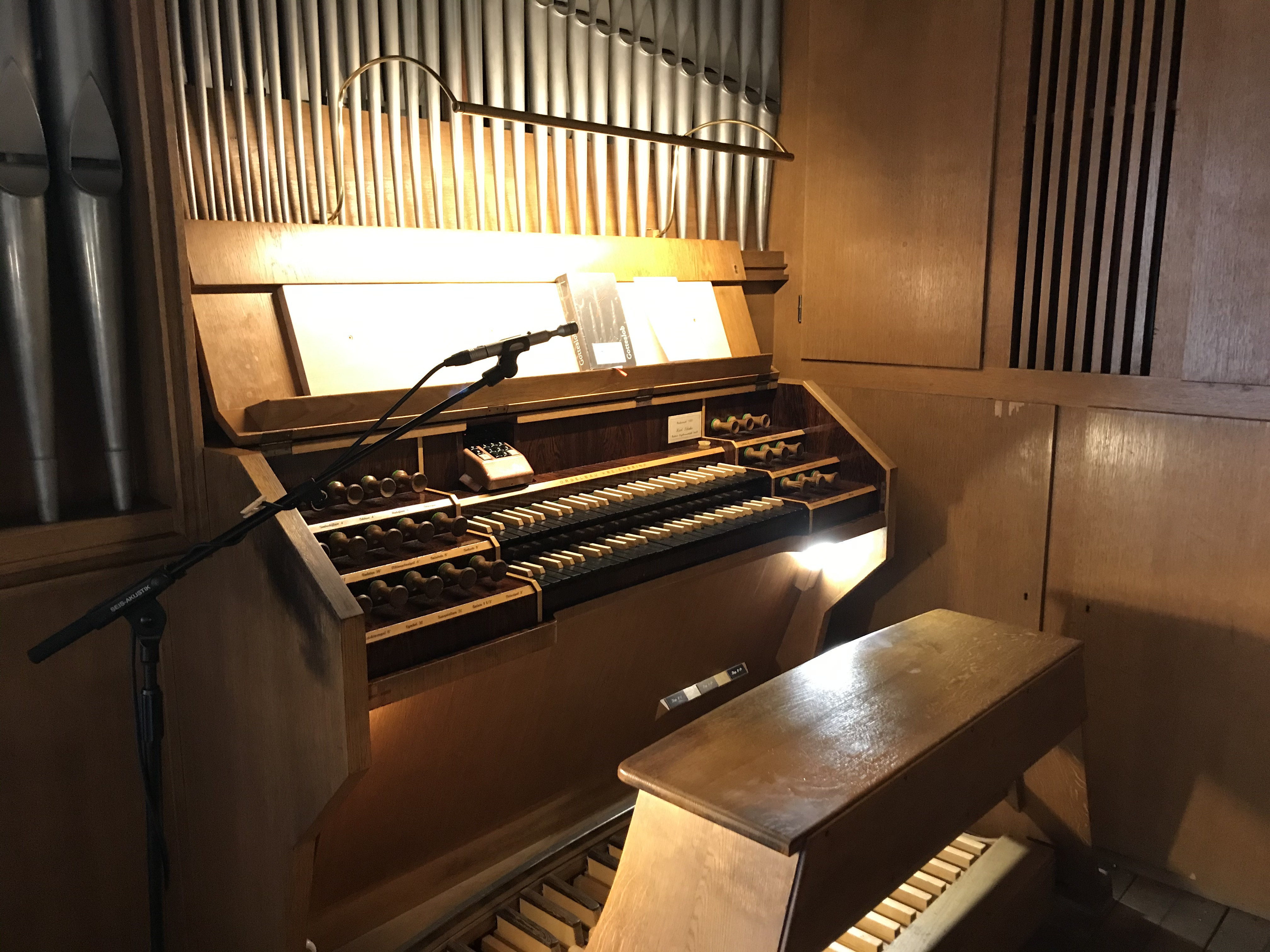
Maria Heil der Kranken Münster, Spieltisch

Die Orgel wurde 1963 von dem Orgelbauer Matthias Kreienbrink (Osnabrück) nach einem Dispositionsentwurf von Rudolf Reuter erbaut. Das Schleifladen-Instrument hat 21 Register auf zwei Manualwerken und Pedal. Die Spiel- und Registertrakturen sind mechanisch.
| I Rückpositiv C–g3 |                  |       |
| 1.                 | Gedackt          | 8′    |
| 2.                 | Quintade         | 8′    |
| 3.                 | Flötenprinzipal  | 4′    |
| 4.                 | Prinzipal        | 2′    |
| 5.                 | Quinte           | 1 ⁄3′ |
| 6.                 | Sesquialtera III | 2 ⁄3′ |
| 7.                 | Cymbel III       | 1⁄4′  |
| 8.                 | Trichterregal    | 8′    |
|                    | Tremulant        |       |

| II Hauptwerk C–g3 |              |       |
| 9.                | Prinzipal    | 8′    |
| 10.               | Rohrflöte    | 8′    |
| 11.               | Oktave       | 4′    |
| 12.               | Gedacktflöte | 4′    |
| 13.               | Gemshorn     | 2′    |
| 14.               | Mixtur IV–VI | 1 ⁄3′ |
| 15.               | Dulcian      | 16′   |
|                   | Tremulant    |       |

| Pedalwerk C–f1 |                 |       |
| 16.            | Subbass         | 16′   |
| 17.            | Prinzipalbass   | 8′    |
| 18.            | Gedackt         | 8′    |
| 19.            | Rohrpommer      | 4′    |
| 20.            | Oktavkornett II | 2′+1′ |
| 21.            | Stillposaune    | 16′   |

- Koppeln: I/II, I/P, II/P